# Sopron–Kőszeg-vasútvonal
Az egykori Magyarország nyugati szélén fekvő városait egykor összekötő Sopron–Kőszeg-vasútvonal ma az Osztrák Állam tulajdonában áll. Az egyvágányú, részben villamosított mellékvonalon a személyszállítást az ÖBB, az áruszállítást Sopron rendező és Sopronkeresztúr között a GYSEV végzi. A vasútvonal jelenleg korridorvasút, amely csak Sopronon keresztül csatlakozik az ÖBB hálózatához, német neve Burgenlandbahn.

## Történet
Kőszeg és Sopron közt az első vasút terve 1847-ben készült el, melyet Lewicki Antal mérnök készített. Ezen tervek alapján a Sopron-Nagykanizsa vasútvonal Sopron-Kőszeg-Szombathely-Rum-Zalaszentgrót-Nagykanizsa útvonalon épült volna ki.
A vicinális vasútvonalat a Sopron–Kőszegi HÉV társaság építette, a vasút a Kőszeg–Szombathelyi HÉV társaság által korábban megépített, Szombathely–Kőszeg-vasútvonalának kőszegi végállomásáról indult és a Győr–Sopron–Ebenfurti Vasút soproni állomásáig haladt. A dombvidéki jellegű, 56,5 km hosszú vasútvonalat 1908. november 5-én adták át a forgalomnak. A jelentős földmunkával készült vonal három vízválasztót is átszelt, legnagyobb emelkedője 15‰ volt. A több mint száz műtárgy közül két jelentősebb, vasszerkezetű híd épült, egy 25 m nyílású a Répce felett és egy 20 m nyílású a Csáva-patak felett. A felépítményt a helyiérdekű vasutaknak megfelelően 23,6 kg/fm tömegű, „i” jelű sínekből építették. 1913-ban Felsőlászlónál csatlakozott a vasútvonalhoz a Sárvár–Répcevis-vasútvonal, így létrejött a Sárvár-Bük-Csepreg-Kőszeg vasútvonal.
A trianoni békeszerződés alapján kijelölt új osztrák-magyar államhatár két helyen, Harka és Kőszeg után vágta át a vasútvonalat, amelyen az üzemeltetést a GYSEV, majd 1948-tól az ÖBB vette át.

### Magyar szakasz
A kőszegi határátmenetnél 1951. október 6-án állt le a személyforgalom, majd 1960. szeptember 1-jével a teherforgalom. A vonal felbontását az osztrák fél kezdeményezte földcsuszamlásra hivatkozva. A vonal magyarországi részén, Kőszegtől a határig a vasúti pályát csak az 1990-es években szedték fel. Az egykori vasút nyomvonala helyenként fellelhető még, fel nem szedett sínek láthatóak a Kórház utca, Nemezgyári út és a volt határátkelő térségében. A régi Sörgyári megálló épülete a Vámház utcában még áll. A vasútállomás kihúzóvágánya a 87-es főút várost elkerülő szakaszának 1984-es építésével módosult és nyerte el mai alakját, megszüntetve az Alsó körúton lévő keresztezést. A Soproni úton megmaradt a szintbeli vasúti keresztezés, de sorompó helyett fénysorompós biztosítást kapott. 2009-ben a Kethelyi úton a pálya telkén került a város 1956-os forradalom emlékműve felállításra az ÖBB hozzájárulásával. 2006 és 2009 között Kőszeg városrendezési terve tartalmazta a vasút új nyomvonalon való helyreállítását, majd a megvalósítására alakult Vas Megye-Burgenland Vasút Rt (VBV Rt.) megszűntével az ötletet elvetették.

### Burgenlandi szakasz
Kőszeg (Güns) és a vasútvonal Ausztriához csatolt állomásai között 1951-ig zajlott személyforgalom, ezután az osztrák személyvonatok végállomása Rőtfalva (Rattersdorf) lett, a teherszállítás 1960-ig maradt fenn. A rőtfalvai állomásépület és egyben határállomás, valamint egy közeli őrház ma is látható. A vasúti pályát Felsőlászlótól (Oberloisdorf) Kőszegig elbontották, közel 11 km hiányzik.
1968. április 28-án megszűnt a személyforgalom a Rőtfalva–Felsőpulya szakaszon, a teherforgalom 2012-ig Felsőlászlóig megmaradt.  A 46,860 km-től a pályát felszedték. Az 1988. május 29-ei menetrendváltozással a személyszállítás Sopron–Sopronkeresztúr közé szorult. 1989 és 2001 között újra járt vonat Lakompakig (Lackenbach). A Sopron–Sopronkeresztúr szakasz villamosításával 2001 decemberében a forgalom leállt Sopronkeresztúr–Lakompak szakaszon. 2007. december 9-én ideiglenesen újraindult a forgalom, de már csak a 7 km-es Sopronkeresztúr–Sopronnyék (Neckenmarkt)/Haracsony (Horitschon) vonalon.  A szolgálatot Sopronkeresztúrról átszállással ÖBB 5047 sorozatú motorkocsival látták el. 2013. július 1-től a forgalmat ismét leállították, jelenleg Sopronkeresztúrig üzemel.
A 2001-es Sopron–Sopronkeresztúr szakasz villamosítása különlegesség az ÖBB villamos vontatásában, mivel az nem az általános osztrák 15 kV, 16,7 Hz-es váltakozó áramú, hanem a magyar 25 kV 50 Hz-es rendszert vette át. Gyakorlatilag a GYSEV rendszere lett meghosszabbítva. A Sopronnyék/Haracsonyig szakasz villamosítását 2008-2010 között tervezték megvalósítani, majd a terv 2011-ben lekerült a napirendről.
Sopronnyék–Felsőpulya 23 km-es szakaszát drezinatúra keretében turisztikai célra hasznosítják, feltárva Burgenland napos vidékét.
A 2014 decemberi menetrendváltással és a Bécsi főpályaudvar működésének megkezdésével a Pozsony-Bécsi főpályaudvar-Sopron-Sopronkeresztúr útvonalon közlekedő vonatot megkettőzött ÖBB 4124 szolgálja ki a megnövekedett utasforgalomra való tekintettel.
A Győr–Sopron–Ebenfurti Vasút 2014-ben 5 db Siemens Desiro ML motorvonatra szerződött 32 millió euró értékben, amelyek 2016 decemberétől többek között a Bécs-Sopronkeresztúr (Deutschkreutz) szakaszon is fognak szolgálatot teljesíteni.

## Az állomások képei

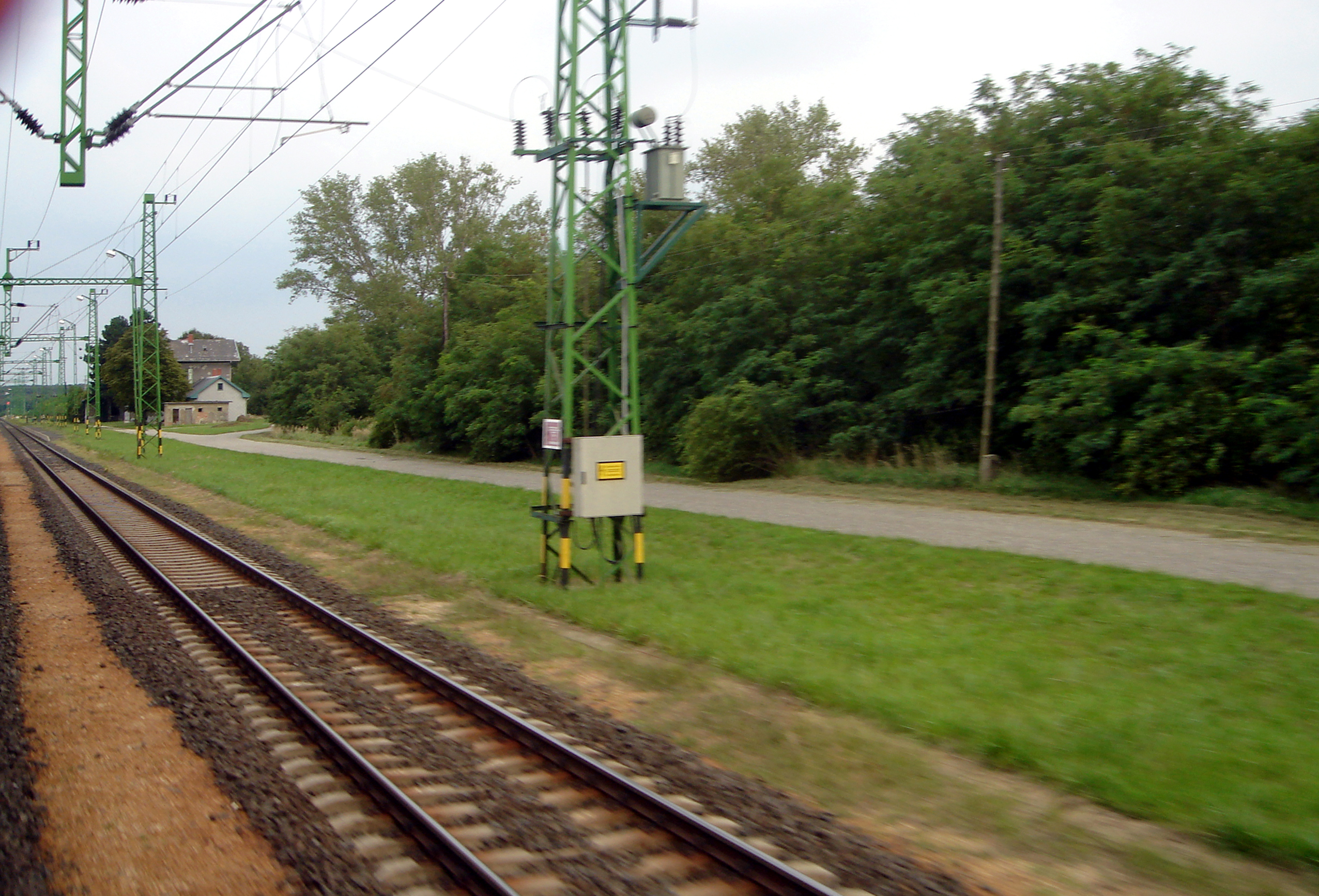
Harka
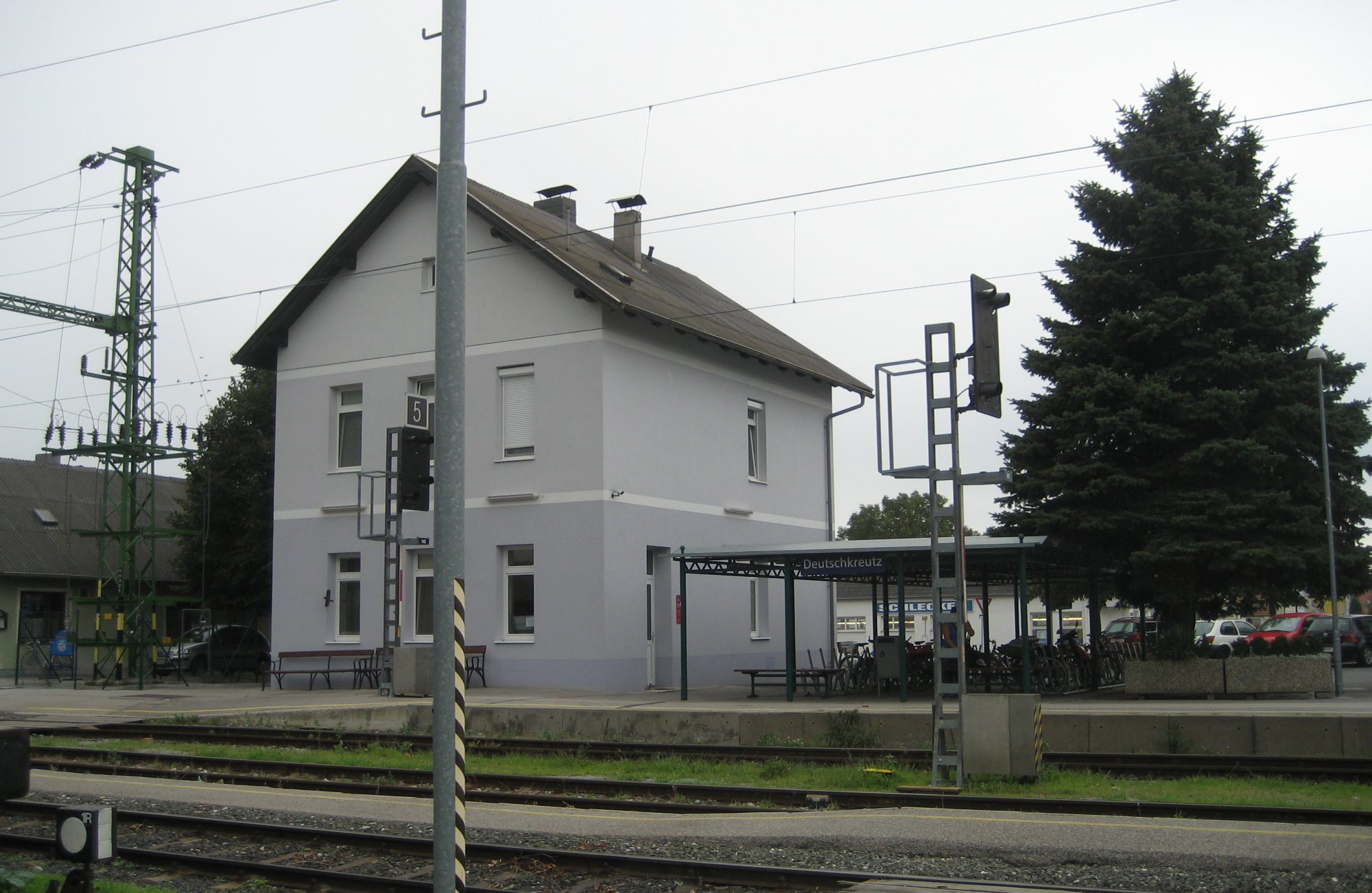
Sopronkeresztúr
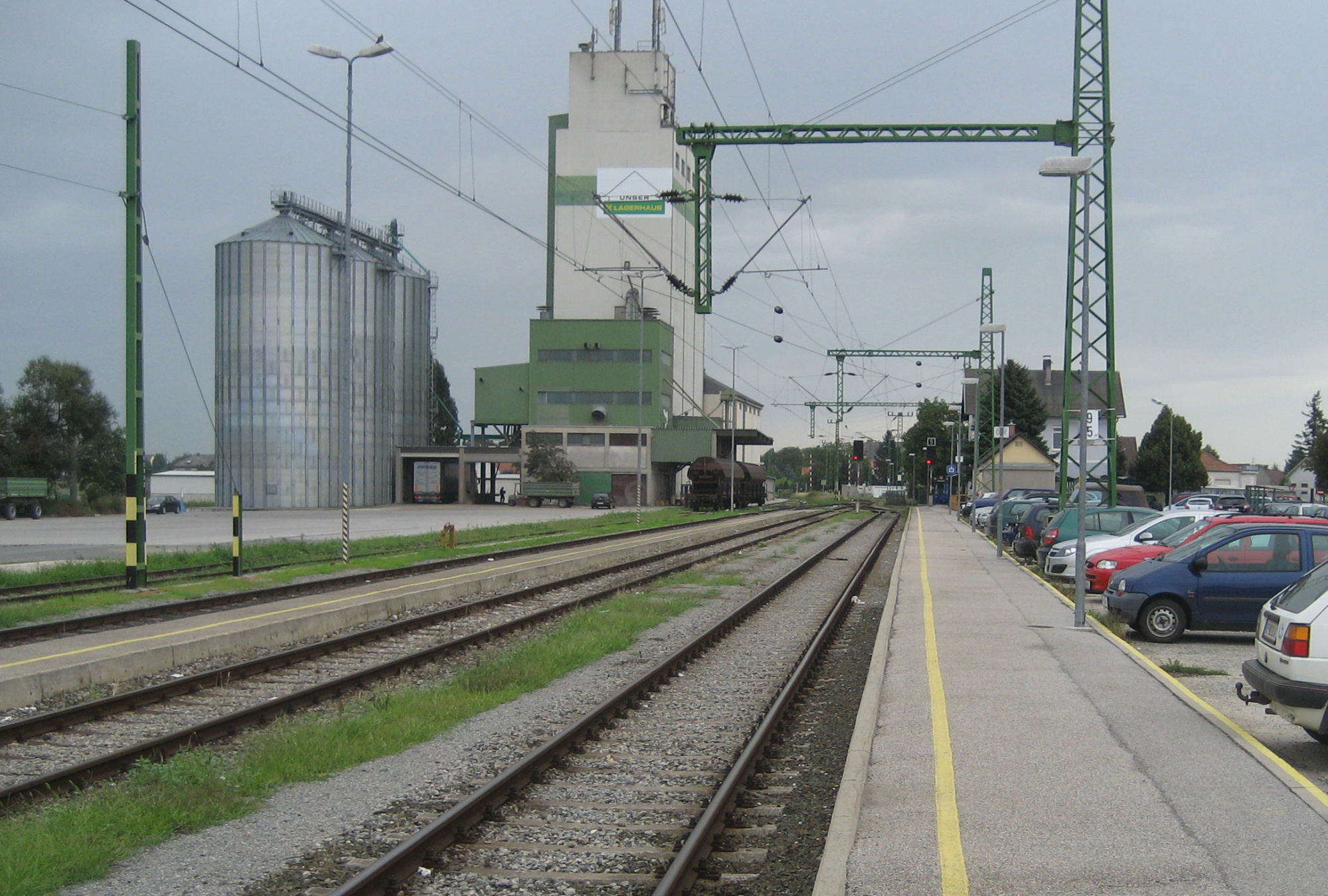
Sopronkeresztúr
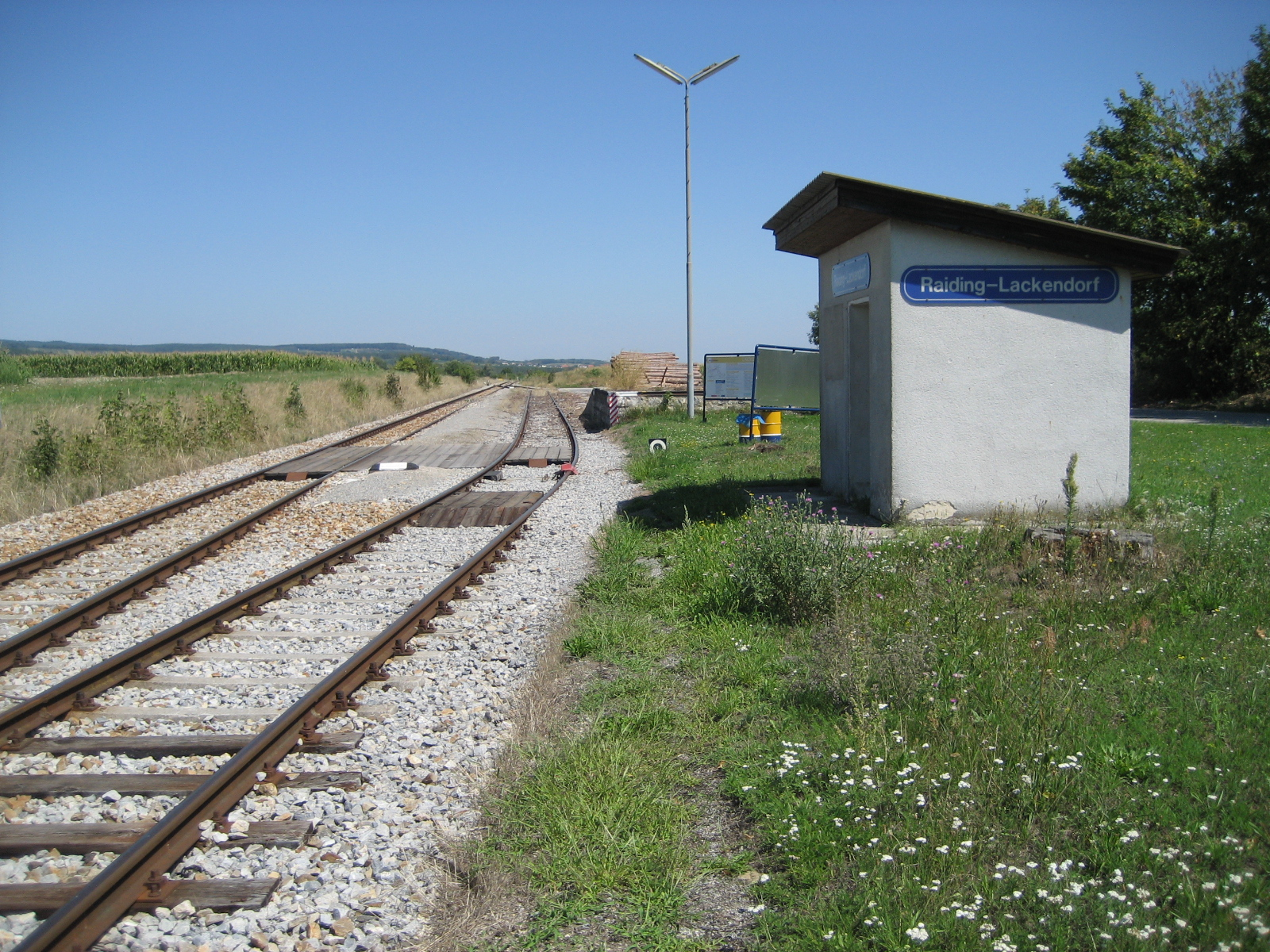
Doborján-Lakfalva
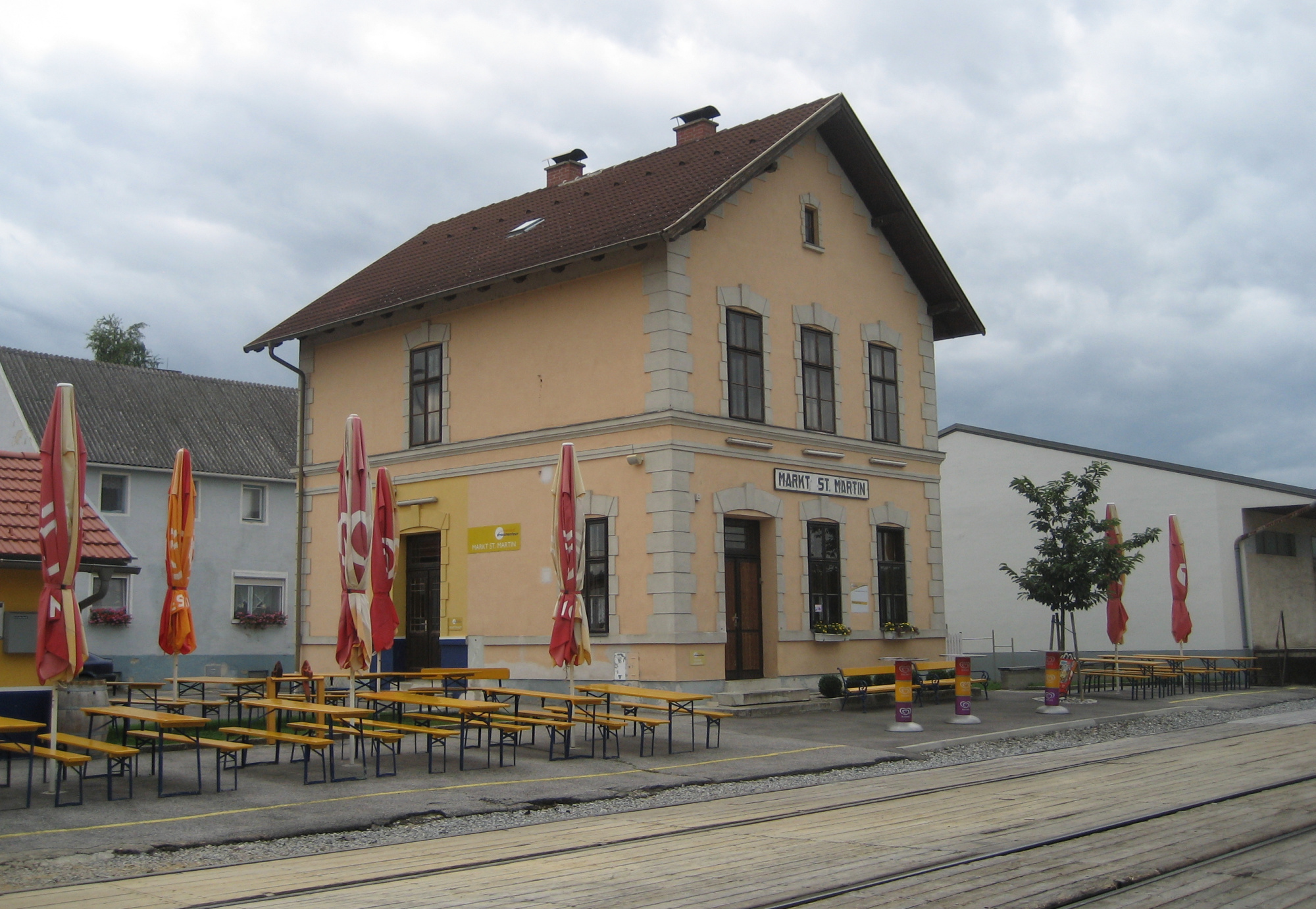
Sopronszentmárton
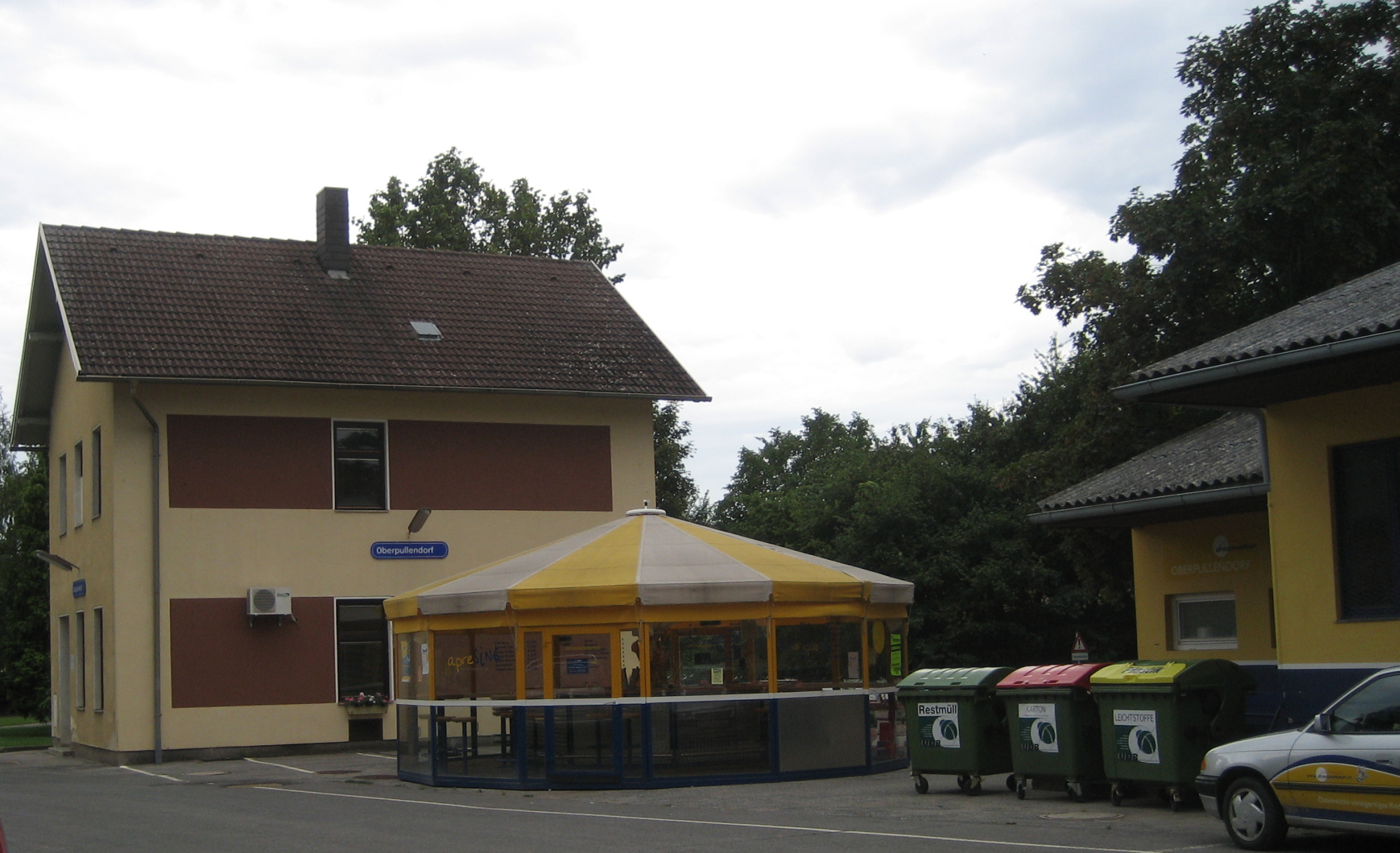
Felsőpulya
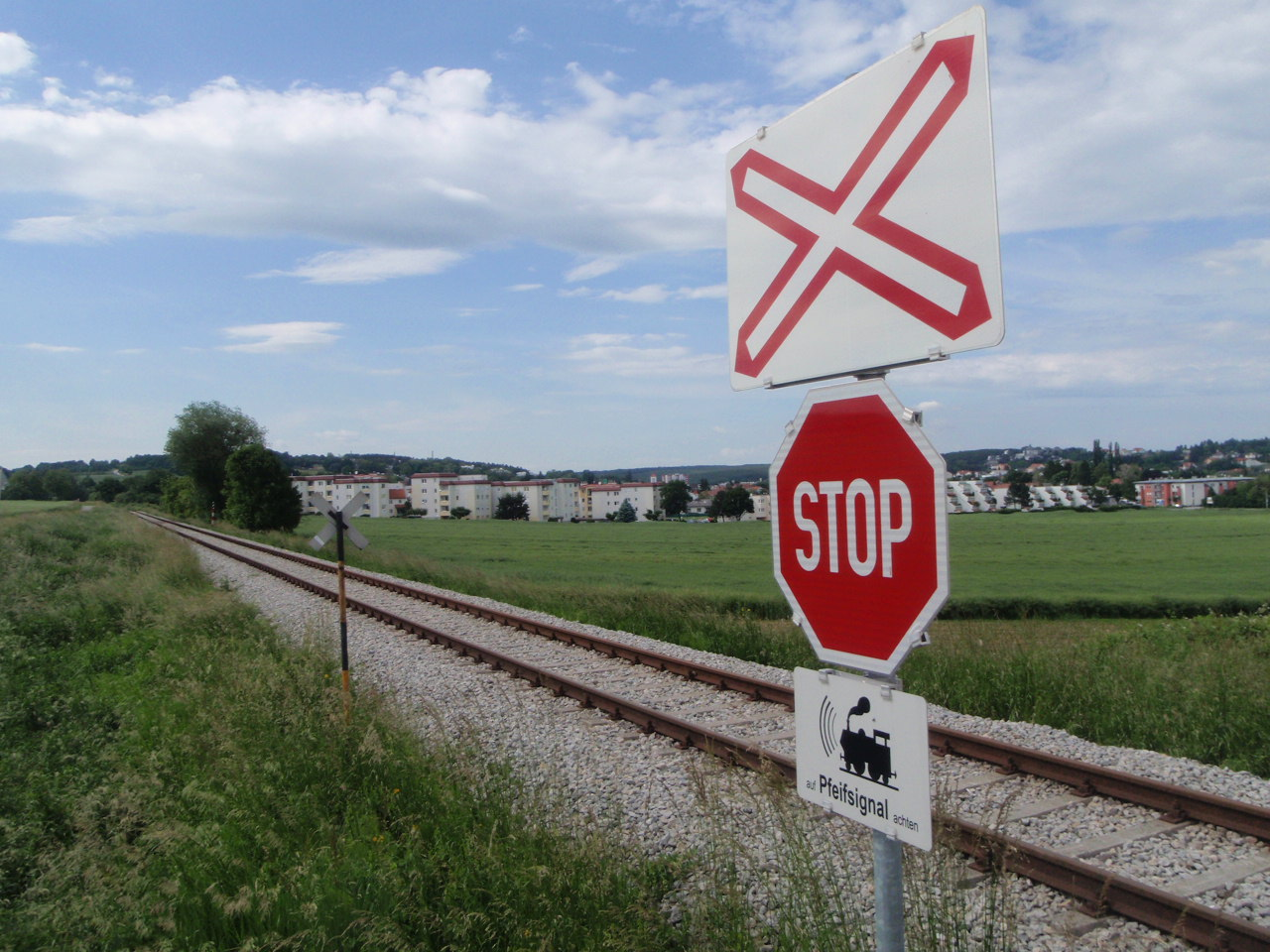
Vasúti átjáró mezőgazdasági úton, Felsőpulya alatt
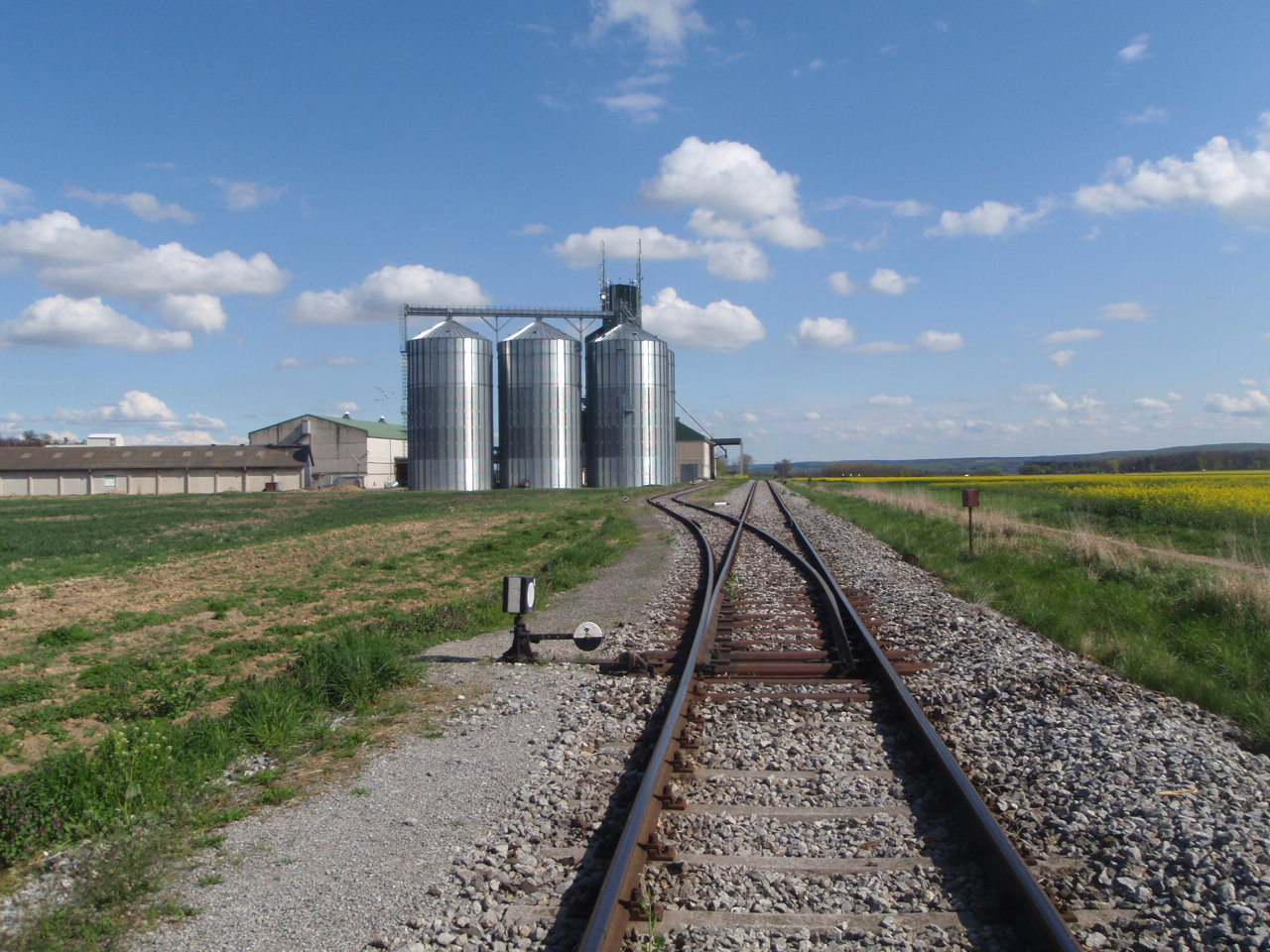
Alsópulya egykori állomása, ma terménytároló
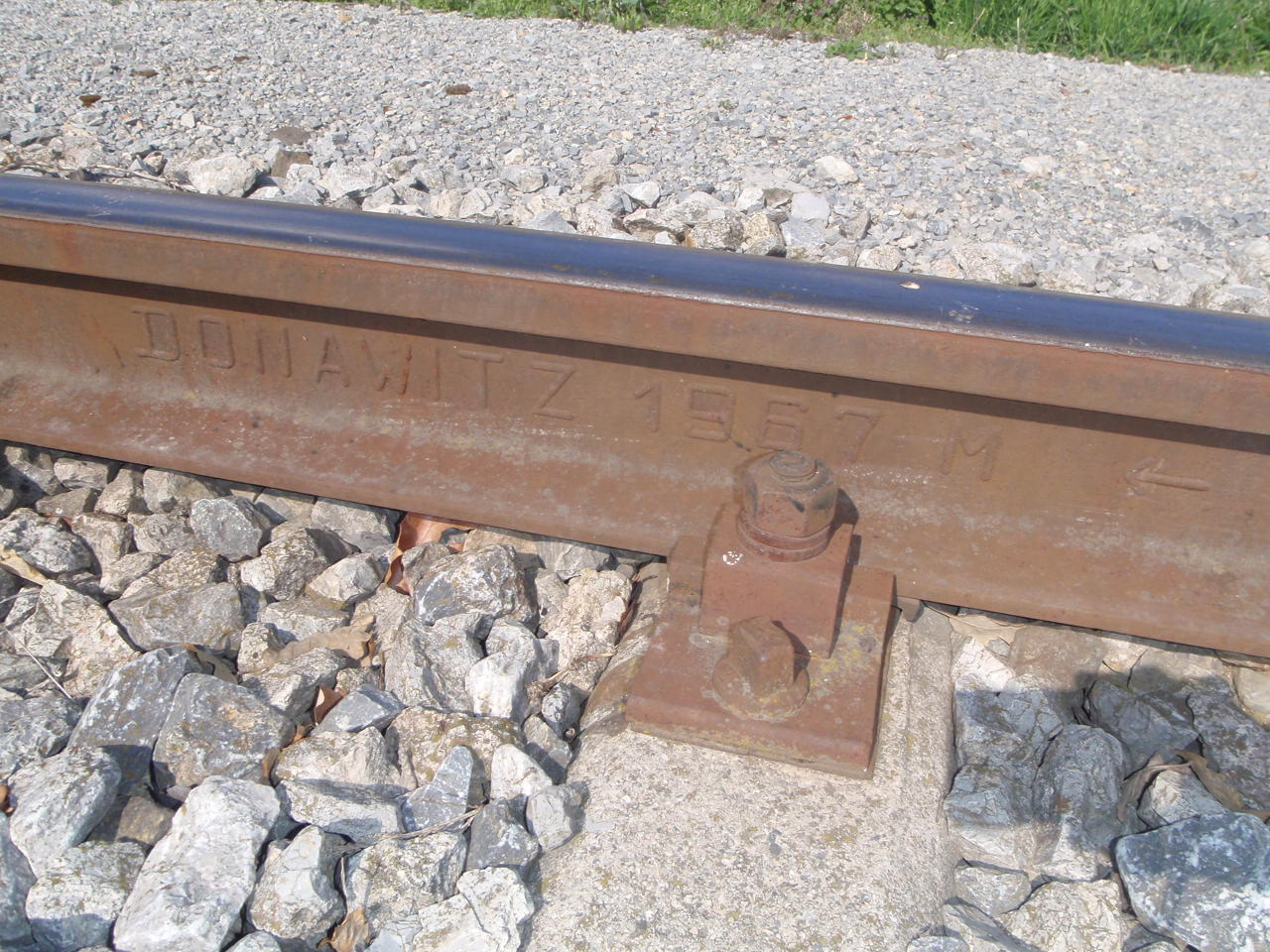
Donauwitzben gyártott pálya 1967-ből Alsópulya állomáson
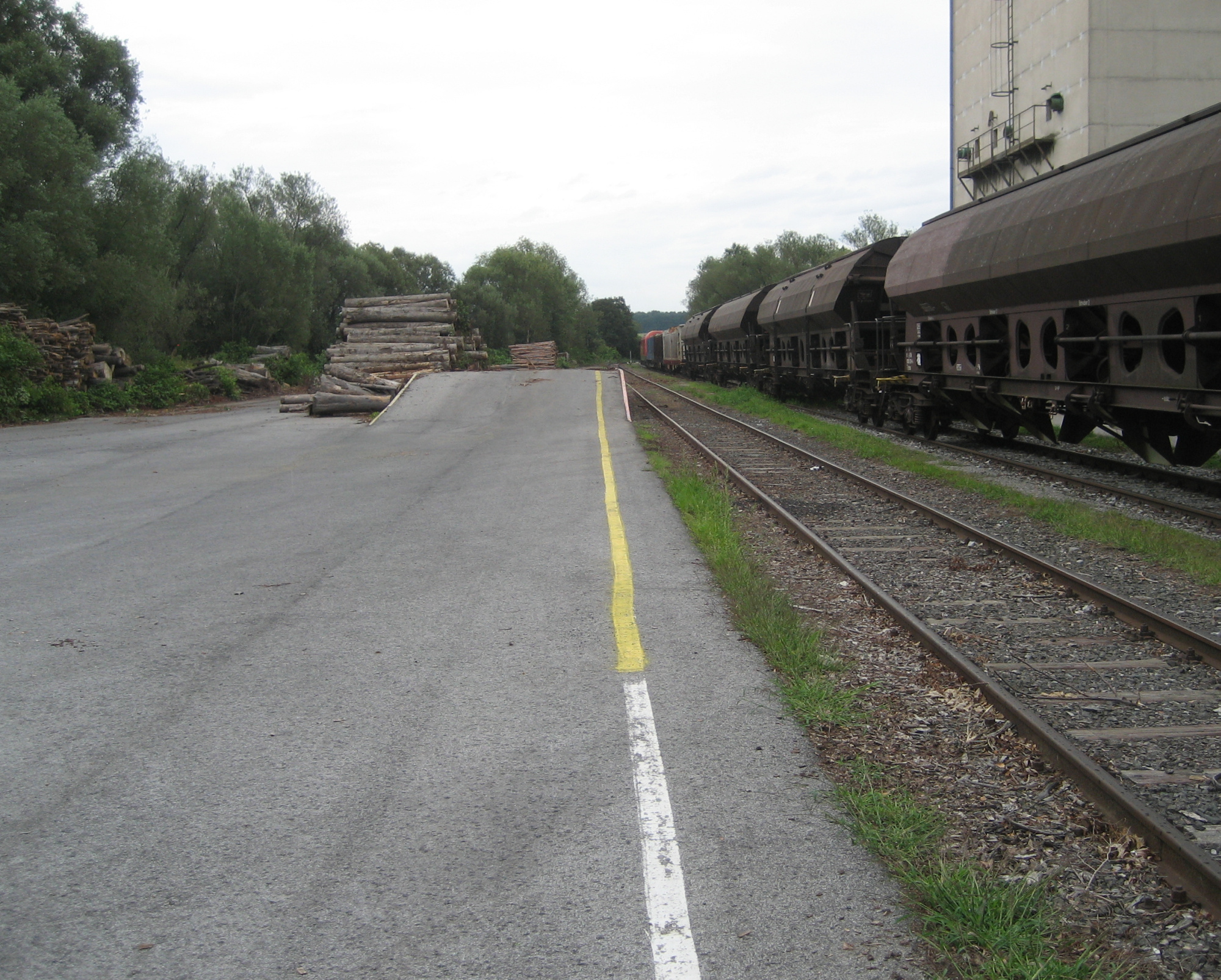
Felsőlászló
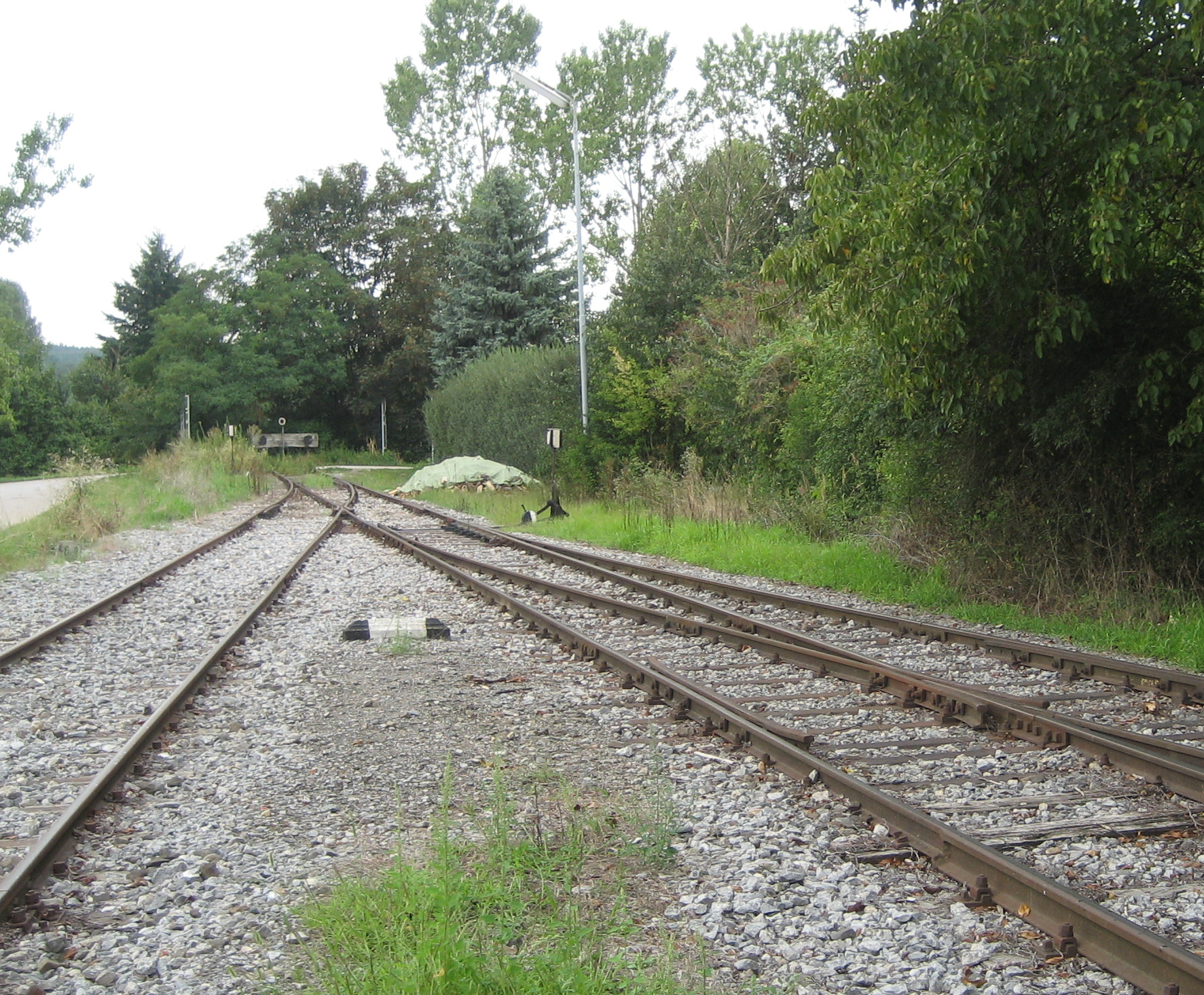
A vasútvonal vége Felsőlászlónál
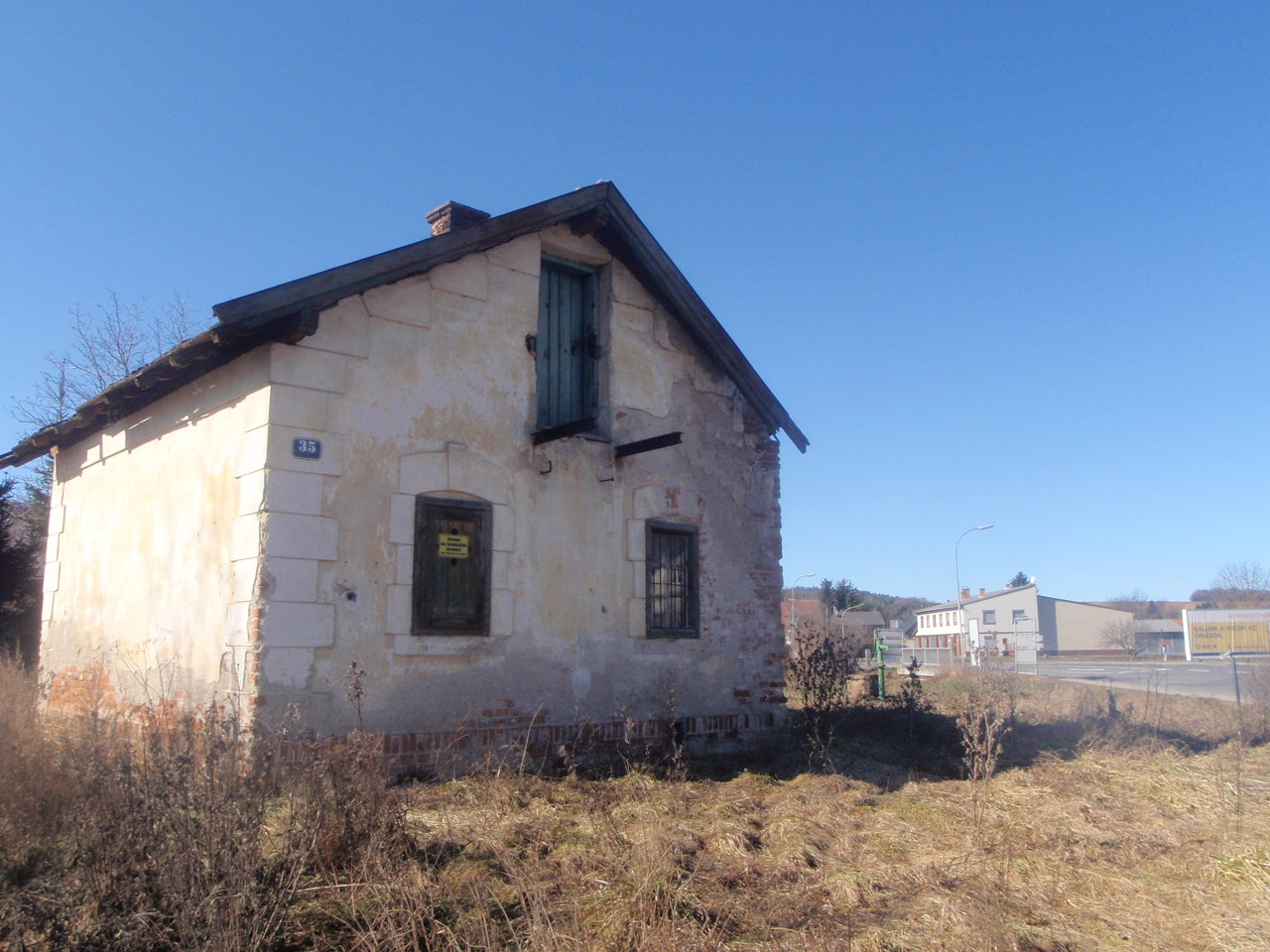
Rőtfalva őrház, lebontották 2013 márciusában
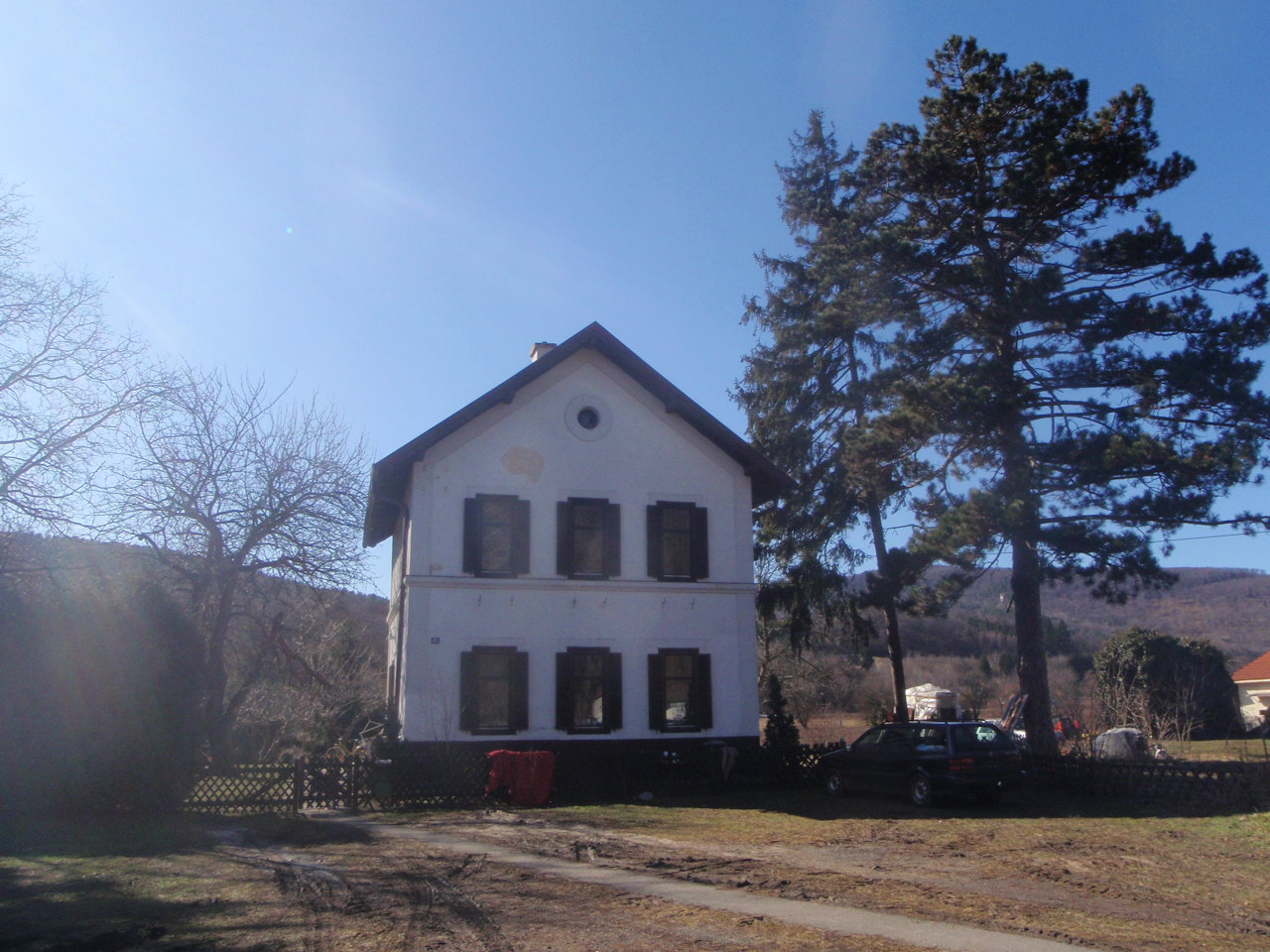
Rőtfalva egykori vasútállomása, ma lakóház
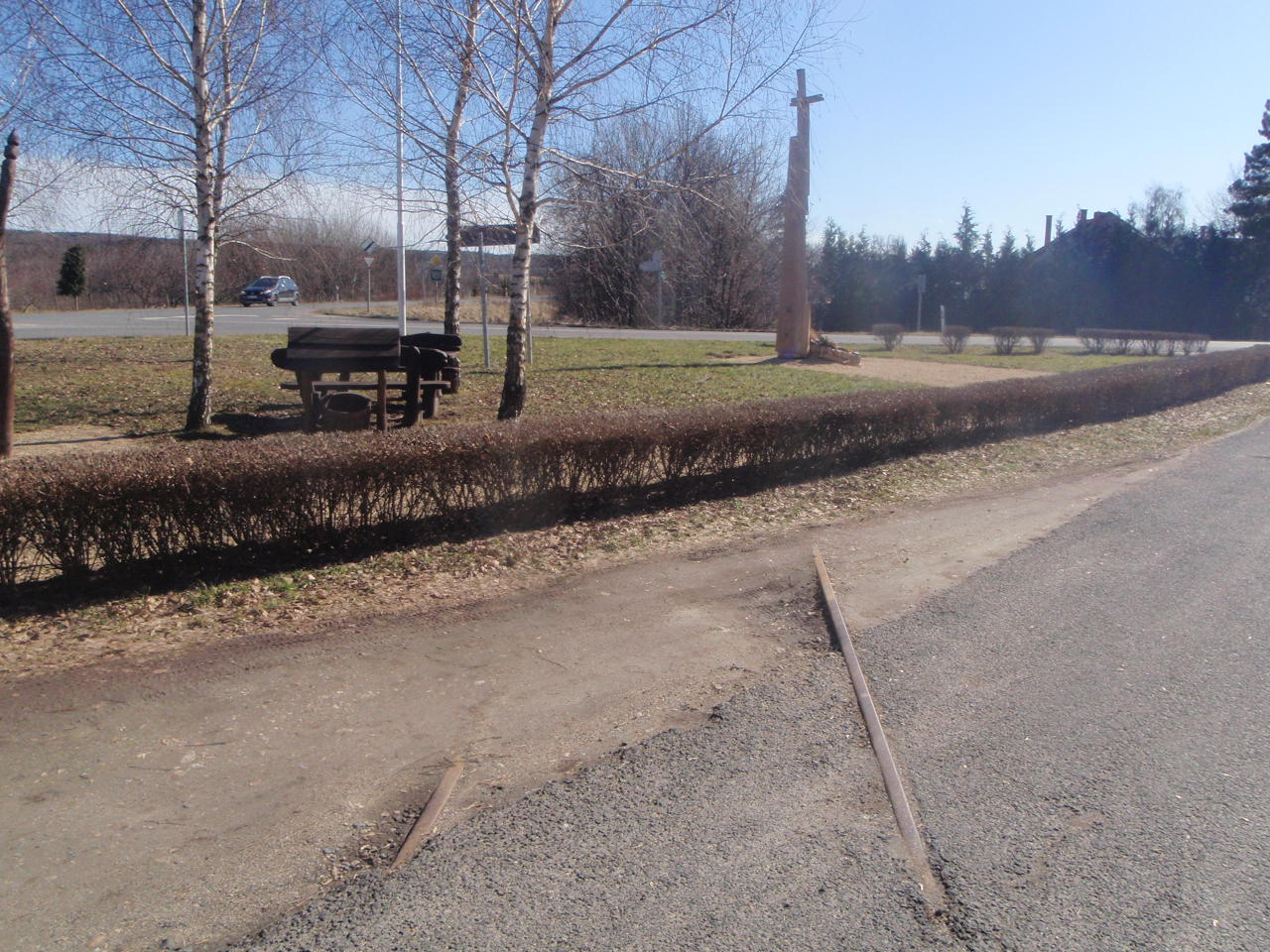
Kőszeg, Kethelyi utca, az 1956-os forradalom emlékművével
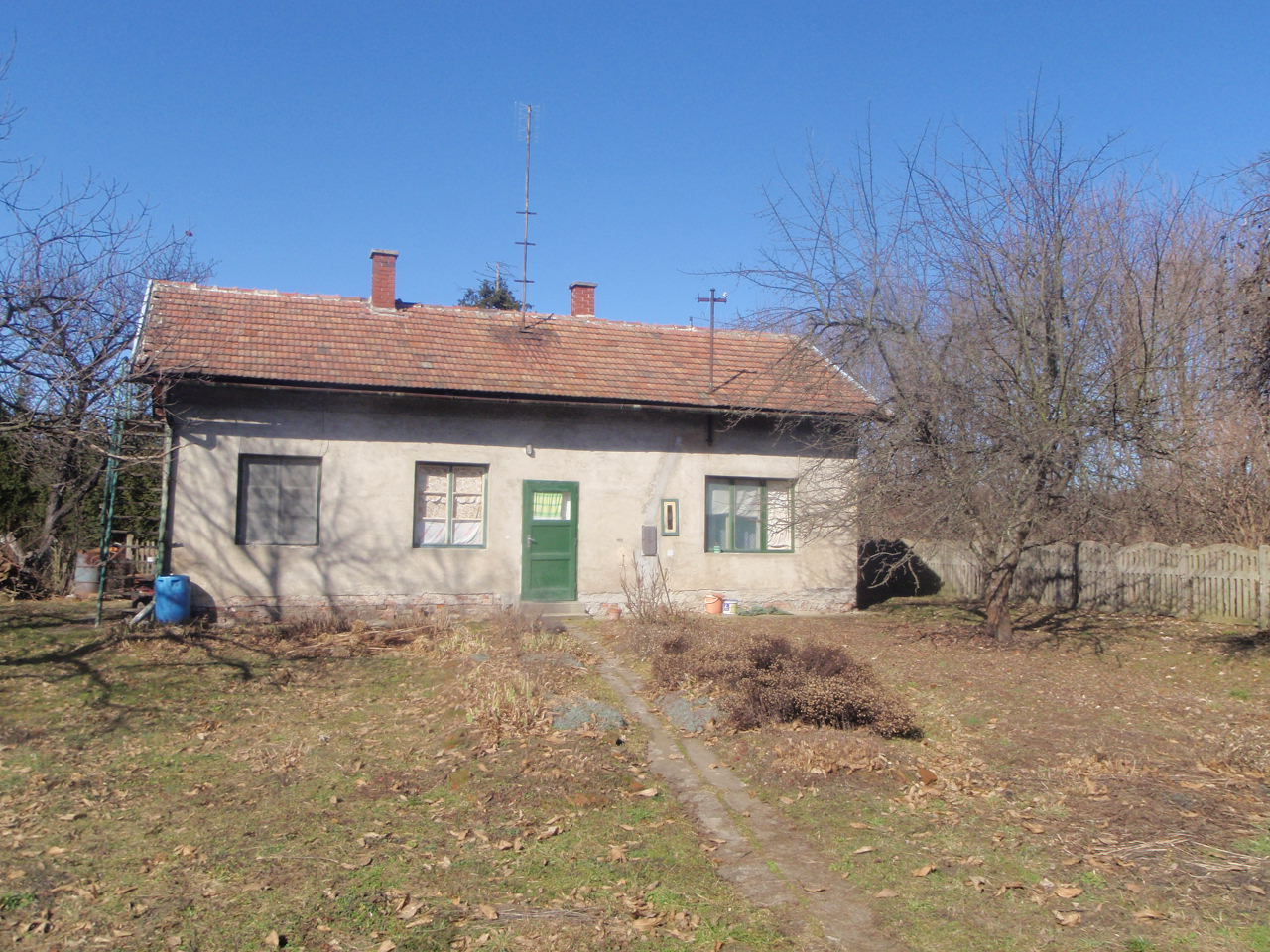
Kőszeg-Sörgyári megálló, ma lakóház
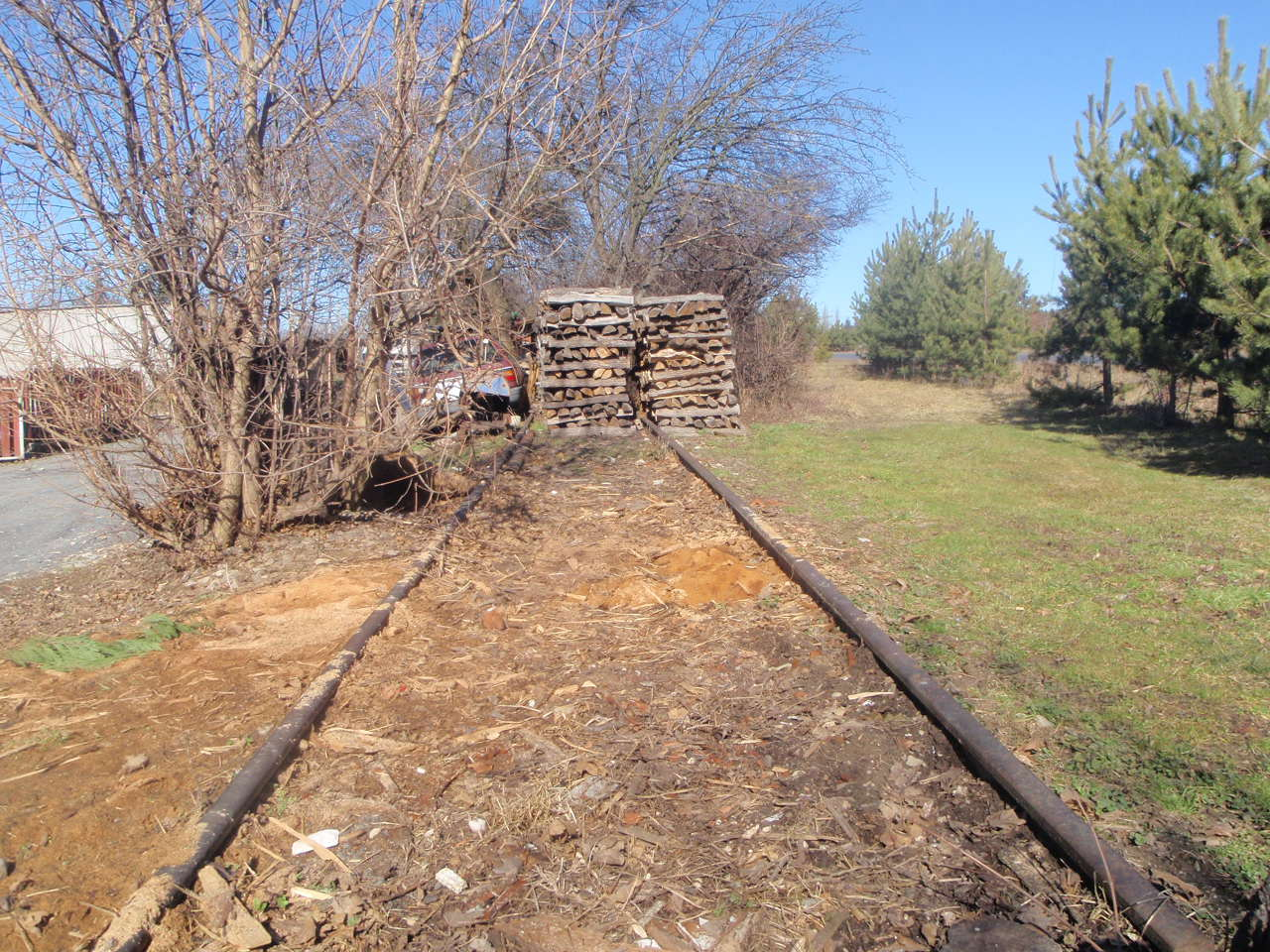
Kőszeg, Kórház utca, pályatest ma
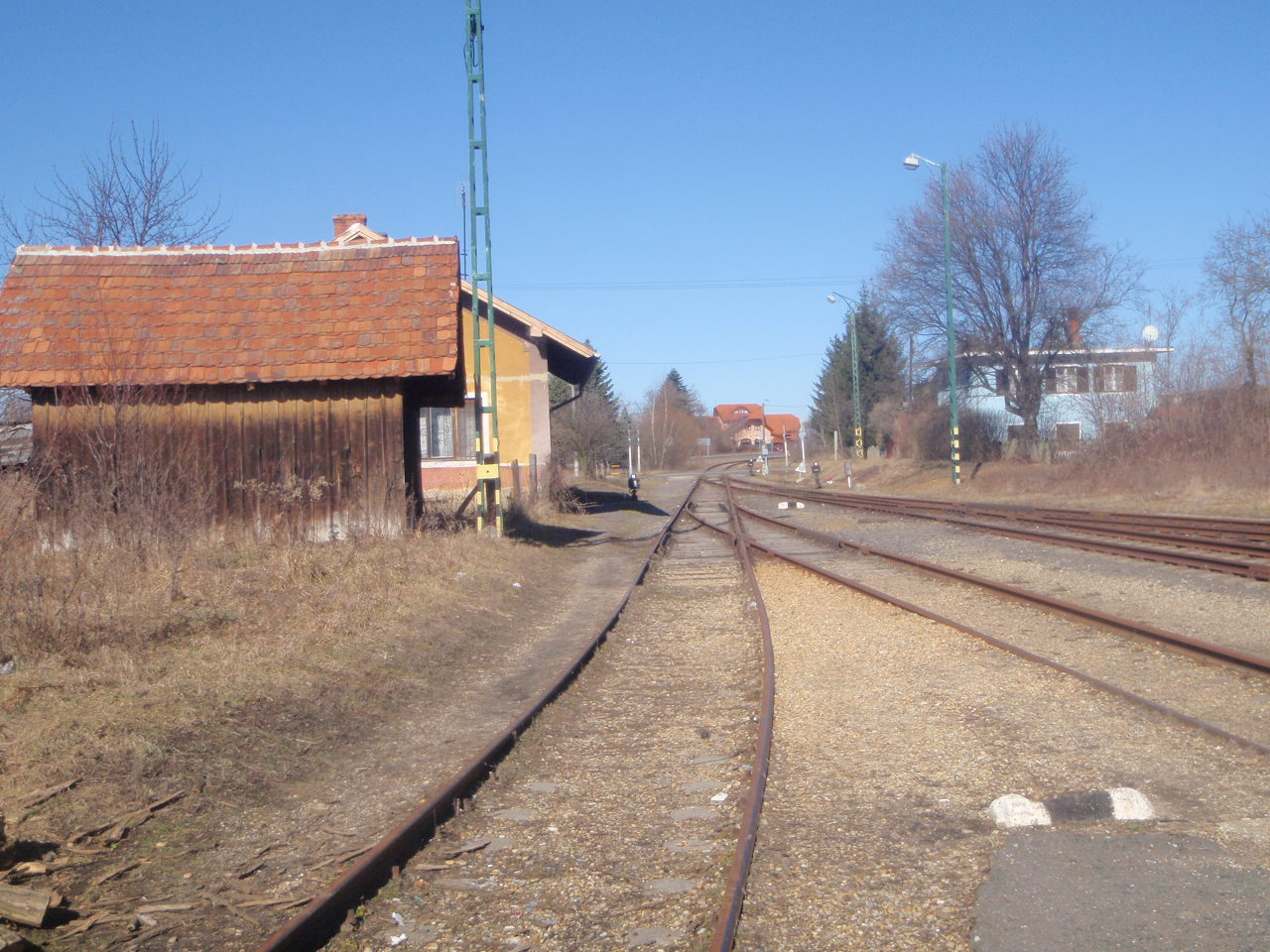
A kőszegi vasútállomás az egykoron Sopron felé induló pályával
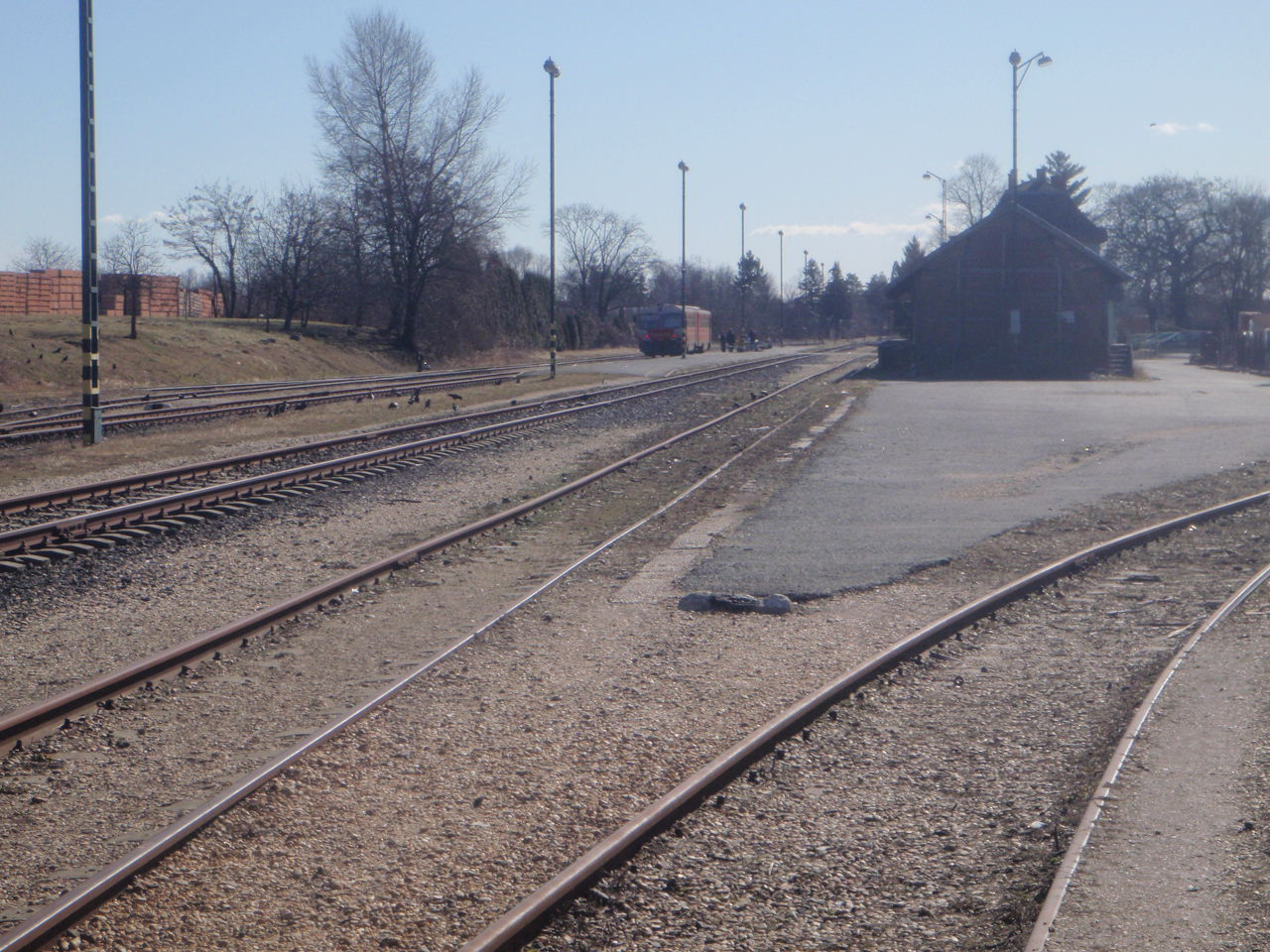
A kőszegi vasútállomás

## Fordítás
Ez a szócikk részben vagy egészben a Burgenlandbahn (Österreich) című német Wikipédia-szócikk fordításán alapul.  Az eredeti cikk szerkesztőit annak laptörténete sorolja fel. Ez a jelzés csupán a megfogalmazás eredetét és a szerzői jogokat jelzi, nem szolgál a cikkben szereplő információk forrásmegjelöléseként.